# Colfax (Iowa)

Colfax  è una città della contea di Jasper.
La città è stata fondata nel 1866. La popolazione residente, nel 2010, era di 2093.